# Миллс, Роджер Куорлс
Роджер Куорлс Миллс (англ. Roger Quarles Mills; 30 марта 1832, Кентукки — 2 сентября 1911, Корсикана, Техас) — американский политик, сенатор США от Техаса, член Демократической партии.

## Биография
Роджер Миллс родился в округе Тодд, Кентукки, в семье Чарльза Хенли и Табиты Бакнер (в девичестве Дэниел) Миллс. В 1849 году, после окончания школы, он переехал в Джефферсон, а в 1950 году — в Палестин, Техас. Миллс изучил право, был принят в коллегию адвокатов в 1852 году и занялся частной адвокатской практикой в Корсикане. 7 января 1855 года Миллс женился на Кэролин Джонс, дочери плантатора и сестре капитана техасских рейнджеров Джона Джонса. У них родился сын и четыре дочери.
В 1850-х годах Миллс перешёл из партии вигов в партию «незнаек», а затем в Демократическую партию. В 1859—1860 годах он был членом Палаты представителей Техаса. Представляя округ Наварро, Миллс поддерживал права штатов и выступал за укрепление обороны границ.
Во время гражданской войны Миллс вступил рядовым в 3-й техасский кавалерийский полк под командованием полковника Элканы Грира, затем был переведён в 10-й пехотный полк под командованием полковника Эллисона Нельсона, и быстро дослужился до звания подполковника. В конце 1862 года он был произведён в полковники и назначен командиром полка. 19—20 сентября 1863 года, после гибели бригадного генерала Джеймса Дешлера в битве при Чикамоге, Миллс возглавил бригаду. Он был дважды ранен, сначала 25 ноября 1863 года в битве при Чаттануге, а затем 22 июля 1864 года в сражении при Атланте, после чего был госпитализирован.
В конце 1860-х годов Миллс стал активным членом и адвокатом Южной методистской церкви. 8 ноября 1872 года он был избран в Палату представителей США. Миллс поддерживал свободу личности, выступал за развитие сети железных дорог и портов в Техасе, но был не согласен с валютными ограничениями. В 1880 году он выступил против высоких тарифов и поддержал расширение торговли. Став председателем бюджетного комитета, Миллс разработал законопроект, направленный на снижение тарифов.
В 1892 году Миллс был избран в Сенат США, чтобы завершить срок Джона Рейгана. В 1893 году он был переизбран на полный срок. В 1898 году Миллс отказался от переизбрания и 3 марта 1899 вышел в отставку.
В 1894 году он получил почётный диплом Университета Вашингтона и Ли. После удачного вложения денег в нефтяные скважины, Миллс вышел на пенсию. Миллс умер 2 сентября 1911 года в Корсикане, штат Техас.
В его честь был назван округ Роджер-Миллс, штат Оклахома.